# Макухари Мессе
Макухари Мессе (яп. 幕張メッセ, англ. Makuhari Messe) — это выставочный комплекс, расположенный в квартале Михама-ку города Тиба. Слово «Макухари» обозначает название района, а «мессе» в переводе с немецкого — выставка. В 1989 году Макухари Мессе стал первым в Японии конференц-центром. Сейчас считается вторым после Tokyo Big Sight (Токийский международный выставочный центр).
Дизайн разработан Фумихико Маки.
Конференц-центр открылся 9 октября 1989 года.
Макухари Мессе находится недалеко от токийского Диснейленда в Ураясу и пляжей с черным песком префектуры Тиба.
В нем проводится множество мероприятий в области высоких технологий.

## Описание объекта
Общая площадь участка составляет 217151,47 м²
Комплекс состоит из четырёх зданий:
Международный выставочный зал 1-8
Международный выставочный зал 9-11 (Северный зал)
Международный конференц-зал
Концертный зал Макухари
- Конструкция: 3 этажа над землей, 1 этаж под землей
- Площадь застройки: 9357 м²
- Площадь арены: 3098 м²
- Фиксированные места: 3948 мест (включая ложи)
- Подвижные сиденья: 912 мест
- Временные места: около 3000 мест (тип встречи)

При занятиях спортом в помещении
- Легкая атлетика в помещении: трасса 160 м, прямая трасса 60 м
- Баскетбольная площадка: 3 стороны
- Теннисный корт: 3 стороны
- Волейбольная площадка: 3 стороны
- Гандбольная площадка: 1 сторона

## Выставки
Центр является местом проведения ежегодного Tokyo Auto Salon (выставка модифицированных автомобилей в январе), проходящего раз в два года Tokyo Motor Show (в октябре), ежегодного Tokyo Game Show (выставка оборудования и программного обеспечения для видеоигр в сентябре), ежегодного Jump Феста (выставка манги, аниме и видеоигр в декабре) и двухгодичный Фестиваль чудес (выставка игрушек, масштабных фигур, гаражных наборов, февраль и июль). Здесь проходило несколько мероприятий Nintendo Space World.

## Спортивные соревнования
- Чемпионат мира по настольному теннису 1991
- Чемпионат мира по фигурному катанию 1994
- Чемпионат мира по дзюдо 1995
- Чемпионат мира по волейболу среди мужчин 1998
- 1-й кубок Японии по гимнастике 2009

Соревнования на летних Олимпийских играх 2020
- Борьба
- Фехтование
- Тхэквондо

Соревнования на летних Паралимпийских играх 2020
- Фехтование на колясках
- Волейбол сидя
- Голбол
- Тхэквондо